# Lemmenjoki
Der Lemmenjoki ist ein 67 km langer  Fluss in Finnisch-Lappland. 

## Geographie
Der Lemmenjoki entspringt dem See Lemmekäsjärvi im Nordwesten Finnlands und fließt von Südwesten nach Nordosten in Richtung Inarisee. Anfangs fließt der Fluss durch eine Moorlandschaft, später durch eine einsame, fast unbewohnte Mittelgebirgslandschaft mit aufgelassenen Goldgräbersiedlungen. Vor der Mündung in den See Paatari  mäandert der Fluss stark.
Er fließt durch den Nationalpark Lemmenjoki.

## Geschichte
In den 1870er Jahren gab es einen „Goldrausch“ am Lemmenjoki und am benachbarten Ivalojoki. Noch heute wird dort nach Gold geschürft. Es gibt zurzeit etwa 60–70 Goldschürfer, die Claims besitzen, in denen sie nach Gold suchen. Da nur ungefähr vier bis sechs Monate je nach Witterung gearbeitet werden kann, müssen die Goldschürfer sich beeilen, um genug Geld zu verdienen, um den extrem langen Winter zu überstehen. Der Winter dauert meist von Oktober oder November bis etwa Ende April oder sogar bis weit in den Mai hinein.

## Touristisches
Der Lemmenjoki ist ein beliebter Fluss mit mäßiger Schwierigkeit, um mehrtägige Kanuwandertouren zu unternehmen.